# Teracotona senegalensis
Teracotona senegalensis är en fjärilsart som beskrevs av Rothschild 1933. Teracotona senegalensis ingår i släktet Teracotona och familjen björnspinnare. Inga underarter finns listade i Catalogue of Life.